# Marcel Zwoferink
 (décembre 2018).
Si vous disposez d'ouvrages ou d'articles de référence ou si vous connaissez des sites web de qualité traitant du thème abordé ici, merci de compléter l'article en donnant les références utiles à sa vérifiabilité et en les liant à la section « Notes et références ».
 (décembre 2018).
Marcel Zwoferink, né le 22 avril 1971 à Rijssen, est un acteur néerlandais.

## Filmographie

### Cinéma et téléfilms
- 2015 : Spoetnik de Noël Loozen[2]
- 2015 : Hallo bungalow (nl) de Anne de Clercq : Le garde du corps numéro 1[3]
- 2015 : De Affaire (nl) : Terence Droog
- 2015 : De Masters : Bewaker 2
- 2015 : Force : Nicolai Achmatov
- 2015-2016 : De Fractie (nl) : Benjamin
- 2016 : The Crews : Marek
- 2016 : Zwarte Tulp (nl) :Dragan
- 2016 : Dokter Deen (nl) : Le dealer de drogue
- 2016 : Fissa : Ron
- 2016 : Moordvrouw : Wapenhandelaar
- 2017 : Bella Donna's (nl) de Jon Karthaus[4]
- 2018 : Spangas op Zomervakantie (nl) : Grote kale man